# 牧野英一
牧野 英一（まきの えいいち、1878年（明治11年）3月20日 - 1970年（昭和45年）4月18日）は、日本の法学者。専門は刑事法。学位は法学博士（1914年）。東京帝国大学名誉教授。東京商科大学（一橋大学の前身）名誉講師。従二位勲一等瑞宝章。穂積陳重に師事。弟子に正木亮、小野清一郎、土本武司など。

## 経歴
1878年、岐阜県大野郡（現・高山市）の旅館主の家に生まれる。岐阜県立斐太中学校（現岐阜県立斐太高等学校）、第一高等学校を経て、東京帝国大学法科大学仏法科に入学。穂積陳重から法律進化論を、梅謙次郎から自然法を、富井政章から比較法を学んだ。1903年に銀時計受領して卒業。1910年から、ドイツ、イギリス、イタリアに留学し、ベルリン大学では、リスト、フェリに師事し、1913年に帰国。1914年法学博士。

### 職歴
- 1903年東京帝国大学法科大学講師就任。
- 東京地方裁判所判事・検事などを経て、1907年東京帝国大法科大学刑法講座助教授。
- 1913年同教授。
- 1938年同名誉教授。
- この間1913年から1943年まで東京高等商業学校（一橋大学の前身）講師、1943年東京商科大学（一橋大学の前身）名誉講師就任。
- 1927年から1931年まで九州帝国大学法文学部講師。
- 1931年から1933年まで法政大学法学部長兼専門部第一部長。
- 1934年東北帝国大学講師。
- 1938年から1943年及び1950年から1962年まで中央大学講師。
- 1939年から1945年まで海軍経理学校講師。
- 1952年東京家庭学園（白梅学園短期大学の前身）学長、後に白梅学園短期大学名誉会長。

## 学説・研究内容
その学問上の業績は、全ての法学に及ぶが、特に刑法における主観主義・新派刑法学の大家として木村龜二とともに知られている。民法学の泰斗我妻栄の師の一人でもあり、牧野の自由法学、法規の社会的作用に関する見解は、我妻理論・体系に大いなる影響を与えている（我妻自身、「牧野先生の影響というものも私は非常に強く受けているんです。」と述べている。）。
牧野の刑法学説の出発点は、主著『日本刑法』の冒頭文の「犯罪はこれ社会の余弊なり」が示すように、犯罪を社会的病害として捉える点にある。その上で、リスト、フェリーの議論を基礎に、刑罰論として目的刑論を採用して、犯罪に対する社会の保全を刑罰の目的とし、そのために刑罰は科学的方法に基づき犯罪人の反社会的性格を矯正するものでなければならないとした（特別予防論・教育刑論）。
上記のような刑罰論を前提に、犯罪論においては、犯罪行為を行為者の反社会的性格の徴表と位置づけ、その現実的な意味を否定する犯罪徴表説を主張した。実行の着手における主観説や共犯独立性説などの見解は、この主張の帰結として論じられている。
信義誠実の原則・公序良俗に関する研究でも知られ、作為義務または不作為の違法性に関しても著述を残している。
1871年のドイツ刑法典を参考にし、ドイツの近代学派が主張した新しい刑事政策的思想を取り入れた現行刑法が1907年に成立すると、牧野は、独自の法律進化論の立場から、刑法は旧派刑法理論から新派刑法理論に進化していくものであると主張し、旧派に立つ大場茂馬と激しく対立した。
もっとも、牧野の刑法理論は、同じ主観主義刑法理論でも富井政章の社会防衛論に基づく厳罰的刑法理論と異なり、刑事政策としては、執行猶予の積極的活用を提言するとともに、累犯加重の刑罰を強化して社会防衛を図りつつも、行為者の再犯可能性に応じた実践的な教育を施して再社会化を促す特別予防論・教育刑論に基づき、科学的・人道主義的観点を導入した行刑改革を必要を説き、そのような教育のための反社会的性格の把握という見地から、犯罪論において、主観的な要素を重視するというものであり、比較法的にも諸外国にもみられないほど主観主義的傾向を徹底したものであった。
自らの弟子である小野清一郎が後期旧派の立場に立つとこれと激しく対立し、論争を繰り広げた。
戦後、牧野の刑法理論は国家主義との親和性を批判される一方、旧派の団藤重光らの学説が新憲法の要請に基づく自由主義の立場に合致するものとして学界の絶大な支持を集め、牧野を含む新派は退潮に向かう。
その一方、執行猶予の積極的活用などの牧野の主張は刑事制度に影響を色濃く残しており、その学説の歴史的・現代的意義は依然大きいといえる。
また、刑事法以外にも次のような業績を残している。
1924年「最後の一人の生存権」と題する論稿にて、当時のドイツのヴァイマル憲法に謳われた生存権を紹介した。
民法177条の「第三者」に何らかの主観的な制限をつけるべきかという問題において、単なる悪意者は含まれないが、背信的悪意者は排除されるとの背信的悪意者排除説を提唱。

## 公職活動
法制局参事官、帝国議会貴族院議員（1946年3月22日就任。無所属倶楽部に属し1947年5月2日まで在任）、法制審議会委員、刑務協会会長、司法法制審議会委員、国立国会図書館専門調査員、社会教育協会会長、検察官適格審査会委員、中央公職適否審査委員会委員長なども歴任した。
終戦後の1946年、憲法改正（日本国憲法制定）のための第90帝国議会貴族院小委員会にて、憲法前文を起草し、司法法制審議会委員として民法改正にあたった際に夫婦とその子供（核家族）を家族の基本単位とすべきとする我妻栄ら民法学者の主張に対して、一般論としては家制度の廃止に賛成しつつも、牧野の強い主張から「家族の扶養義務」の条項を存続させている。牧野によれば、もとより実社会に不適合な民法は改正すべきだが、法律上の家制度を完全に撤廃することは現実に営まれている家族生活を積極的に破壊する意図と誤認されるおそれがあるため、最後の砦としての条項が必要だというのであり、結果として両者ともに不満な妥協的規定が残った。
貴族院帝国憲法改正案特別委員会（同年9月10日）においては、「内閣の助言と承認」の文案に疑義を呈するなどしている。
中央公職適否審査委員会委員長在任中に平野事件が発生していて、GHQの意向を伝えている。
1955年頃まで、法制審議の参考人としてもたびたび国会に出席した。

## 栄典
- 1921年（大正10年）7月1日 - 第一回国勢調査記念章[9]
- 1936年帝国学士院会員
- 1950年文化勲章
- 1951年文化功労者
- 1958年高山市名誉市民
- 1965年勲一等瑞宝章
- 1966年茅ヶ崎市名誉市民。
- 1970年叙従二位、賜銀杯一組。

## 家族・親族
故郷に父母と二人の弟がいた。
- 弟：牧野賢二。英一の3歳年下。
- 弟：牧野良三は政治家で、法務大臣などを務めた。
- 妻：海軍軍人坪井航三の娘。
- 孫：牧野紀之は哲学者・ドイツ語学者。
- 孫：国枝昌樹は外交官で、駐シリア大使などを務めた。

## 人物
- 後に「語学の神様」と呼ばれ、英独仏伊西など7か国語を自在に駆使し、イェーリング、ジェニー、サレイユ等を原文で読み、広い教養を有する法思想家でもあった。
- 趣味は和歌で、佐佐木信綱を師匠とする会に属し、1958年の正月には歌会始に参加している。
- 晩年に白梅学園短期大学（保育科で知られる）の学長を務めたのは、姪が東京都同胞援護会で母子福祉に携わっていたことが縁といわれている。
- 戦後は保守頑迷のレッテルを張られたが、不徹底ながらも戦前から一貫した代表的な家制度緩和論者であり、また本人は社会主義者ではなかったが社会主義にも一定の理解を示し、権力の絶対化に否定的で、過激社会主義者取締法案（後の治安維持法）に反対した。思想問題が深刻化する中で、刑事に目をつけられた学生たちの駆け込み寺的存在だったこともあったという[11]。時勢によって態度を変えることがなく学者としての信念を一貫し、戦前はアカ（共産主義者）のレッテルを張られ、牧野の主観主義刑法は反日本的と攻撃されることもあったが、敗戦後は他の学者が西洋追従に奔る中でひとり日本精神を高揚したという[12]。

## 著作

### 刑法
著作は広範かつ多数であるため、以下には刑法に関する主なもののみを挙げる。
- 『不作為の違法性』（有斐閣、1914年）。
- 『罪刑法定主義と犯罪徴表説』（有斐閣、1918年）
- 『日本刑法』（1916年）
- 『法理学』1巻・2巻上下（1949年 - 1952年）
- 『刑法総論』全訂版上下（1958年、1959年）
- 『刑法研究』（全20巻）（1918年 - 67年）

### 法律全般
- 『権利の濫用』、法学協会雑誌第22巻（東京大学大学院法学政治学研究科、1904年）。
- 『民事責任の基礎としての過失の観念』、法学協会雑誌第23巻（東京大学大学院法学政治学研究科、1905年）。
- 『法律に於ける矛盾と調和』（有斐閣、1919年）
- 『法律に於ける正義と公平』（有斐閣、1920年）
- 『法律に於ける進化と進歩』（有斐閣、1925年）
- 『法律に於ける実証的と理想的』（有斐閣、1925年）
- 『法律に於ける意識的と無意識的』（有斐閣、1925年）
- 『法律に於ける具体的妥当性』（有斐閣、1925年）

## 門下生
- 市川秀雄[要出典]
- 正木亮
- 小野清一郎
- 土本武司

## 影響を与えた政治家
- 大平正芳
- 愛知揆一